# Galeocerdo
Galeocerdo is een monotypisch geslacht van de familie van tijgerhaaien (Galeocerdonidae): het kent één soort. Fossielen zijn bekend vanaf het Eoceen.

## Beschrijving
De tanden van deze 500 cm lange haai bestaan uit kronen met fijn gezaagde hoofdspitsen. Het snijvlak is grover gezaagd. Aan de basis bevindt zich een ondiep voedingskanaal en meerdere vaatopeningen.

## Leefwijze
Deze haai zwemt voornamelijk rond in kustwateren.

## Vondsten
Fossielen van deze vis werden overal ter wereld gevonden, zoals bijvoorbeeld in de San Juan-formatie.

## Taxonomie
- Galeocerdo cuvier (Péron & Lesueur, 1822)[3] – Tijgerhaai

Atelomycteridae · Dichichthyidae · Gladde haaien (Triakidae) · Hamerhaaien (Sphyrnidae) · Kathaaien (Scyliorhinidae) · Pentanchidae · Requiemhaaien (Carcharhinidae) · Rugvinkathaaien (Proscylliidae) · Tijgerhaaien (Galeocerdonidae) · Valse kathaaien (Pseudotriakidae) · Voeldraadhondshaaien (Leptochariidae) · Wezelhaaien (Hemigaleidae)